# César Bernal
César Enrique Bernal Ávila (Torreón, Coahuila, México; 14 de febrero de 1995) es un futbolista mexicano. Juega como defensa y actualmente se encuentra sin club.

## Trayectoria
Comenzó jugando con el equipo sub-15 del Santos Laguna en 2010. Para el 2012 subió de categoría a la sub-17. En julio fue convocado para participar en la Gothia Cup y se consagró campeón de la competencia. Consiguió llegar a la final del Apertura 2012, perdiendo ante el Club de Fútbol Pachuca. A partir del 2013 pasó a jugar con el equipo de la categoría sub-20. En febrero fue convocado para participar en el Torneo de Viareggio. El 30 de noviembre Santos venció de visitante por marcador de 0-1 al Club León en el Estadio León y así se coronó campeón del Torneo Apertura 2013 Sub-20.
Participó de nueva cuenta en el Torneo de Viareggio de 2014, jugó los tres partidos que disputó su equipo. El 19 de agosto de 2014 debutó en la Copa México junto con otros cuatro jugadores de las fuerzas básicas de Santos, en la victoria como local de Santos ante Correcaminos de la UAT por marcador de 3-0, jugó el partido completo.

## Palmarés

### Campeonatos nacionales
| Título                            | Equipo                     | País   | Año    |
| --------------------------------- | -------------------------- | ------ | ------ |
| Primera División de México Sub-20 | Club Santos Laguna         | México | A-2013 |
| Copa México                       | Club Santos Laguna         | México | A-2014 |
| Liga de Expansión MX              | Tampico Madero Fútbol Club | México | G-2020 |

### Campeonatos internacionales amistosos
| Título      | Equipo               | País   | Año  |
| ----------- | -------------------- | ------ | ---- |
| Copa Gothia | Santos Laguna sub-17 | Suecia | 2012 |